# Чемпіонат Європи з боротьби
 Чемпіонат Європи з боротьби — міжнародні змагання борців-любителів, що проходять під егідою Міжнародної федерації об'єднаних стилів боротьби (FILA). У рамках чемпіонатів Європи проводяться змагання з греко-римської (класичної) боротьби серед чоловіків (з 1911 року), вільної боротьби серед чоловіків (з 1929 року) та серед жінок (з 1988 року). З 1898 проходили неофіційні змагання з боротьби. До 1914 року було проведено 12 неофіційних змагань з боротьби. 

## Об'єднаний чемпіонат
З 2005 року проводиться об'єднаний чемпіонат Європи з трьох видів: греко-римська боротьба, вільна боротьба у чоловіків і у жінок. З 2014 року в кожному виді проводяться змагання у восьми вагових категоріях, лише шість з яких входять до програми Олімпійських ігор.

## Змагання з боротьби
|                                                                              | Греко-римська боротьба                                                    | Греко-римська боротьба         | Вільна боротьба (чоловіки)                                                | Вільна боротьба (чоловіки)     | Вільна боротьба (жінки) | Вільна боротьба (жінки)        |         |
| Рік                                                                          | Місце проведення                                                          | Переможець у командному заліку | Місце проведення                                                          | Переможець у командному заліку | Місце проведення        | Переможець у командному заліку | КВК     |
| ---------------------------------------------------------------------------- | ------------------------------------------------------------------------- | ------------------------------ | ------------------------------------------------------------------------- | ------------------------------ | ----------------------- | ------------------------------ | ------- |
| неофіційні змагання                                                          |                                                                           |                                |                                                                           |                                |                         |                                |         |
| 1898                                                                         | Австро-Угорщина, Відень                                                   | Росія                          |                                                                           |                                |                         |                                | 1       |
| 1902                                                                         | Нідерланди, Гаага                                                         | Данія                          |                                                                           |                                |                         |                                | 1       |
| 1903                                                                         | Нідерланди, Роттердам                                                     | Данія                          |                                                                           |                                |                         |                                | 1       |
| 1904                                                                         | Нідерланди, Амстердам                                                     | Богемія                        |                                                                           |                                |                         |                                | 1       |
| 1905                                                                         | Нідерланди, Амстердам                                                     | Нідерланди                     |                                                                           |                                |                         |                                | 1       |
| 1906                                                                         | Нідерланди, Гаага                                                         | Німеччина                      |                                                                           |                                |                         |                                | 3       |
| 1907                                                                         | Данія, Австро-Угорщина                                                    | Данія                          |                                                                           |                                |                         |                                | 3+1     |
| 1909                                                                         | Швеція, Німецька імперія                                                  | Данія (3), Німеччина (3)       |                                                                           |                                |                         |                                | 4+4     |
| 1910                                                                         | Австро-Угорщина                                                           | Данія                          |                                                                           |                                |                         |                                | 3       |
| 1912                                                                         | Австро-Угорщина, Відень                                                   | Угорщина                       |                                                                           |                                |                         |                                | 5+4     |
| 1913                                                                         | Австро-Угорщина                                                           | Угорщина                       |                                                                           |                                |                         |                                | 5       |
| 1914                                                                         | Австро-Угорщина, Відень                                                   | Угорщина                       |                                                                           |                                |                         |                                | 5       |
| офіційні змагання                                                            |                                                                           |                                |                                                                           |                                |                         |                                |         |
| 1911                                                                         | Угорщина, Будапешт                                                        | Угорщина                       |                                                                           |                                |                         |                                | 4       |
| з 1912 по 1920 не проводилось                                                |                                                                           |                                |                                                                           |                                |                         |                                |         |
| 1921                                                                         | Веймарська республіка, Оффенбах-ам-Майн                                   | Німеччина                      |                                                                           |                                |                         |                                | 5       |
| з 1922 по 1923 не проводилось                                                |                                                                           |                                |                                                                           |                                |                         |                                |         |
| 1924                                                                         | Веймарська республіка                                                     | Німеччина                      |                                                                           |                                |                         |                                | 7       |
| 1925                                                                         | Королівство Італія, Мілан                                                 | Угорщина                       |                                                                           |                                |                         |                                | 6       |
| 1926                                                                         | Латвія, Рига                                                              | Німеччина                      |                                                                           |                                |                         |                                | 6       |
| 1927                                                                         | Угорщина, Будапешт                                                        | Угорщина                       |                                                                           |                                |                         |                                | 6       |
| 1928 року не проводилось                                                     |                                                                           |                                |                                                                           |                                |                         |                                |         |
| 1929                                                                         | Веймарська республіка, Дортмунд                                           | Німеччина                      | Франція, Париж                                                            | Швеція                         |                         |                                | 6/7     |
| 1930                                                                         | Швеція, Стокгольм                                                         | Швеція                         | Бельгія, Брюссель                                                         | Бельгія                        |                         |                                | 6       |
| 1931                                                                         | Чехословаччина, Прага                                                     | Фінляндія                      | Угорщина, Будапешт                                                        | Швейцарія                      |                         |                                | 6       |
| 1932 не проводилось                                                          |                                                                           |                                |                                                                           |                                |                         |                                |         |
| 1933                                                                         | Фінляндія, Гельсінкі                                                      | Фінляндія                      | Франція, Париж                                                            | Угорщина                       |                         |                                | 7       |
| 1934                                                                         | Королівство Італія, Рим                                                   | Швеція                         | Швеція, Стокгольм                                                         | Швеція                         |                         |                                | 7       |
| 1935                                                                         | Данія, Копенгаген                                                         | Швеція                         | Бельгія, Брюссель                                                         | Угорщина                       |                         |                                | 7       |
| 1936 не проводилось                                                          |                                                                           |                                |                                                                           |                                |                         |                                |         |
| 1937                                                                         | Франція, Париж                                                            | Швеція                         | Третій Рейх, Мюнхен                                                       | Німеччина                      |                         |                                | 7       |
| 1938                                                                         | Естонія, Таллінн                                                          | Фінляндія                      |                                                                           |                                |                         |                                | 7       |
| 1939                                                                         | Норвегія, Осло                                                            | Швеція                         |                                                                           |                                |                         |                                | 7       |
| з 1940 по 1945 не проводилось                                                |                                                                           |                                |                                                                           |                                |                         |                                |         |
| 1946                                                                         |                                                                           |                                | Швеція, Стокгольм                                                         | Туреччина                      |                         |                                | 8       |
| 1947                                                                         | Чехословаччина, Прага                                                     | Швеція                         |                                                                           |                                |                         |                                | 8       |
| 1948 не проводилось                                                          |                                                                           |                                |                                                                           |                                |                         |                                |         |
| 1949                                                                         |                                                                           |                                | Туреччина, Стамбул                                                        | Туреччина                      |                         |                                | 8       |
| з 1950 по 1965 не проводилось                                                |                                                                           |                                |                                                                           |                                |                         |                                |         |
| 1966                                                                         | Німеччина, Ессен                                                          | СРСР                           | Німеччина, Карлсруе                                                       | СРСР                           |                         |                                | 8       |
| 1967                                                                         | СРСР, Мінськ                                                              | Угорщина                       | Туреччина, Стамбул                                                        | Туреччина                      |                         |                                | 8       |
| 1968                                                                         | Швеція, Вестерос                                                          | СРСР                           | Югославія, Скоп'є                                                         | СРСР                           |                         |                                | 8       |
| 1969                                                                         | Італія, Модена                                                            | Югославія                      | Народна Республіка Болгарія, Софія                                        | СРСР                           |                         |                                | 10      |
| 1970                                                                         | Берлін (сектор радянської ОКК.) орг. федерація боротьби Східної Німеччини | Східна Німеччина               | Берлін (сектор радянської ОКК.) орг. федерація боротьби Східної Німеччини | СРСР                           |                         |                                | 10      |
| в 1971 не проводилось                                                        |                                                                           |                                |                                                                           |                                |                         |                                |         |
| 1972                                                                         | Польща, Катовиці                                                          | Болгарія                       | Польща, Катовиці                                                          | СРСР                           |                         |                                | 10      |
| 1973                                                                         | Фінляндія, Гельсінкі                                                      | СРСР                           | Швейцарія, Лозанна                                                        | СРСР                           |                         |                                | 10      |
| 1974                                                                         | Іспанія, Мадрид                                                           | СРСР                           | Іспанія, Мадрид                                                           | СРСР                           |                         |                                | 10      |
| 1975                                                                         | Німеччина, Людвігсхафен                                                   | СРСР                           | Німеччина, Людвігсхафен                                                   | СРСР                           |                         |                                | 10      |
| 1976                                                                         | СРСР, Ленінград                                                           | СРСР                           | СРСР, Ленінград                                                           | СРСР                           |                         |                                | 10      |
| 1977                                                                         | Туреччина, Бурса                                                          | Румунія                        | Туреччина, Бурса                                                          | СРСР                           |                         |                                | 10      |
| 1978                                                                         | Народна Республіка Болгарія, Софія                                        | Румунія                        | Народна Республіка Болгарія, Софія                                        | Болгарія                       |                         |                                | 10      |
| 1979                                                                         | Соціалістична Республіка Румунія, Бухарест                                | Румунія                        | Соціалістична Республіка Румунія, Бухарест                                | СРСР                           |                         |                                | 10      |
| 1980                                                                         | Чехословаччина, Превідза                                                  | СРСР                           | Чехословаччина, Превідза                                                  | СРСР                           |                         |                                | 10      |
| 1981                                                                         | Швеція, Гетеборг                                                          | СРСР                           | Польща, Лодзь                                                             | СРСР                           |                         |                                | 10      |
| 1982                                                                         | Народна Республіка Болгарія, Варна                                        | СРСР                           | Народна Республіка Болгарія, Варна                                        | СРСР                           |                         |                                | 10      |
| 1983                                                                         | Угорська Народна Республіка, Будапешт                                     | Болгарія                       | Угорська Народна Республіка, Будапешт                                     | Болгарія                       |                         |                                | 10      |
| 1984                                                                         | Швеція, Йончепінг                                                         | СРСР                           | Швеція, Йончепінг                                                         | СРСР                           |                         |                                | 10      |
| 1985                                                                         | НДР, Лейпциг                                                              | СРСР                           | НДР, Лейпциг                                                              | СРСР                           |                         |                                | 10      |
| 1986                                                                         | Греція, Пірей                                                             | СРСР                           | Греція, Пірей                                                             | СРСР                           |                         |                                | 10      |
| 1987                                                                         | Фінляндія, Тампере                                                        | СРСР                           | Народна Республіка Болгарія, Велико-Тирново                               | СРСР                           |                         |                                | 10      |
| 1988                                                                         | Норвегія, Кульботн                                                        | СРСР                           | Велика Британія, Манчестер                                                | СРСР                           | Франція, Діжон          |                                | 10/10/9 |
| 1989                                                                         | Фінляндія, Оулу                                                           | СРСР                           | Туреччина, Анкара                                                         | СРСР                           |                         |                                | 10      |
| 1990                                                                         | Польща, Познань                                                           | СРСР                           | Польща, Познань                                                           | СРСР                           |                         |                                | 10      |
| 1991                                                                         | Німеччина, Ашаффенбург                                                    | СРСР                           | Німеччина, Штуттгарт                                                      | СРСР                           |                         |                                | 10      |
| 1992                                                                         | Данія, Копенгаген                                                         | СНД                            | Угорщина, Капошвар                                                        | СНД                            |                         |                                | 10      |
| 1993                                                                         | Туреччина, Стамбул                                                        | Росія                          | Туреччина, Стамбул                                                        | Туреччина                      | Росія, Іваново          | Росія                          | 10/10/9 |
| 1994                                                                         | Греція, Афіни                                                             | Україна                        | Італія, Рим                                                               | Росія                          |                         |                                | 10      |
| 1995                                                                         | Франція, Безансон                                                         | Росія                          | Швейцарія, Фрібур                                                         | Росія                          |                         |                                | 10      |
| 1996                                                                         | Угорщина, Будапешт                                                        | Росія                          | Угорщина, Будапешт                                                        | Росія                          | Норвегія, Осло          | Франція                        | 10/10/9 |
| 1997                                                                         | Фінляндія, Коувола                                                        | Росія                          | Польща, Варшава                                                           | Росія                          | Польща, Варшава         | Франція                        | 8/8/6   |
| 1998                                                                         | Білорусь, Мінськ                                                          | Україна                        | Словаччина, Братислава                                                    | Грузія                         | Словаччина, Братислава  | Росія                          | 8/8/6   |
| 1999                                                                         | Болгарія, Софія                                                           | Росія                          | Білорусь, Мінськ                                                          | Україна                        | Австрія, Гьотцис        | Франція                        | 8/8/6   |
| 2000                                                                         | Росія, Москва                                                             | Росія                          | Угорщина, Будапешт                                                        | Росія                          | Угорщина, Будапешт      | Росія                          | 8/8/6   |
| 2001                                                                         | Туреччина, Стамбул                                                        | Туреччина                      | Угорщина, Будапешт                                                        | Туреччина                      | Угорщина, Будапешт      | Росія                          | 8/8/6   |
| 2002                                                                         | Фінляндія, Сейняйокі                                                      | Росія                          | Азербайджан, Баку                                                         | Росія                          | Фінляндія, Сейняйокі    | Росія                          | 7       |
| 2003                                                                         | Сербія та Чорногорія, Белград                                             | Росія                          | Латвія, Рига                                                              | Росія                          | Латвія, Рига            | Німеччина                      | 7       |
| 2004                                                                         | Швеція, Хапаранда                                                         | Росія                          | Туреччина, Анкара                                                         | Росія                          | Швеція, Хапаранда       | Україна                        | 7       |
| об'єднані чемпіонати                                                         |                                                                           |                                |                                                                           |                                |                         |                                |         |
| 2005                                                                         | Болгарія, Варна                                                           | Росія                          | Болгарія, Варна                                                           | Україна                        | Болгарія, Варна         | Росія                          | 7       |
| 2006                                                                         | Росія, Москва                                                             | Вірменія                       | Росія, Москва                                                             | Росія                          | Росія, Москва           | Росія                          | 7       |
| 2007                                                                         | Болгарія, Софія                                                           | Росія                          | Болгарія, Софія                                                           | Росія                          | Болгарія, Софія         | Росія                          | 7       |
| 2008                                                                         | Фінляндія, Тампере                                                        | Росія                          | Фінляндія, Тампере                                                        | Росія                          | Фінляндія, Тампере      | Росія                          | 7       |
| 2009                                                                         | Литва, Вільнюс                                                            | Росія                          | Литва, Вільнюс                                                            | Азербайджан                    | Литва, Вільнюс          | Україна                        | 7       |
| 2010                                                                         | Азербайджан, Баку                                                         | Росія                          | Азербайджан, Баку                                                         | Росія                          | Азербайджан, Баку       | Росія                          | 7       |
| 2011                                                                         | Німеччина, Дортмунд                                                       | Росія                          | Німеччина, Дортмунд                                                       | Росія                          | Німеччина, Дортмунд     | Україна                        | 7       |
| 2012                                                                         | Сербія, Белград                                                           | Росія                          | Сербія, Белград                                                           | Росія                          | Сербія, Белград         | Україна                        | 7       |
| 2013                                                                         | Грузія, Тбілісі                                                           | Росія                          | Грузія, Тбілісі                                                           | Росія                          | Грузія, Тбілісі         | Україна                        | 7       |
| 2014                                                                         | Фінляндія, Вантаа                                                         | Росія                          | Фінляндія, Вантаа                                                         | Росія                          | Фінляндія, Вантаа       | Росія                          | 8       |
| 2015 проводилися Європейські ігри (див. Боротьба на Європейських іграх 2015) |                                                                           |                                |                                                                           |                                |                         |                                |         |
| 2016                                                                         | Латвія, Рига                                                              | Росія                          | Латвія, Рига                                                              | Грузія                         | Латвія, Рига            | Україна                        | 8       |
| 2017                                                                         | Сербія, Новий Сад                                                         | Угорщина                       | Сербія, Новий Сад                                                         | Росія                          | Сербія, Новий Сад       | Росія                          | 8       |
| 2018                                                                         | Росія, Каспійськ                                                          | Росія                          | Росія, Каспійськ                                                          | Росія                          | Росія, Каспійськ        | Росія                          | 10      |
| 2019                                                                         | Румунія, Бухарест                                                         | Росія                          | Румунія, Бухарест                                                         | Росія                          | Румунія, Бухарест       | Україна                        | 10      |
| 2020                                                                         | Італія, Рим                                                               | Росія                          | Італія, Рим                                                               | Росія                          | Італія, Рим             | Росія                          | 10      |
| 2021                                                                         | Польща, Варшава                                                           | Росія                          | Польща, Варшава                                                           | Росія                          | Польща, Варшава         | Росія                          | 10      |
| 2022                                                                         | Угорщина, Будапешт                                                        | Азербайджан                    | Угорщина, Будапешт                                                        | Азербайджан                    | Угорщина, Будапешт      | Туреччина                      | 10      |
| 2023                                                                         | Хорватія, Загреб                                                          | Азербайджан                    | Хорватія, Загреб                                                          | Туреччина                      | Хорватія, Загреб        | Україна                        | 10      |